# VFTS 352
VFTS 352は、大マゼラン雲の中にあるタランチュラ星雲にある、O型主系列星同士からなる連星である。この連星を形作っている2つの恒星はどちらも、太陽の約28倍の質量と40,000Kを越える表面温度を持つ。この連星は、恒星同士の表面が接触している接触連星であるが、表面だけでなく外層までもが接触しているため、過剰接触連星と呼ばれる極めて珍しい分類に属する。

## 発見

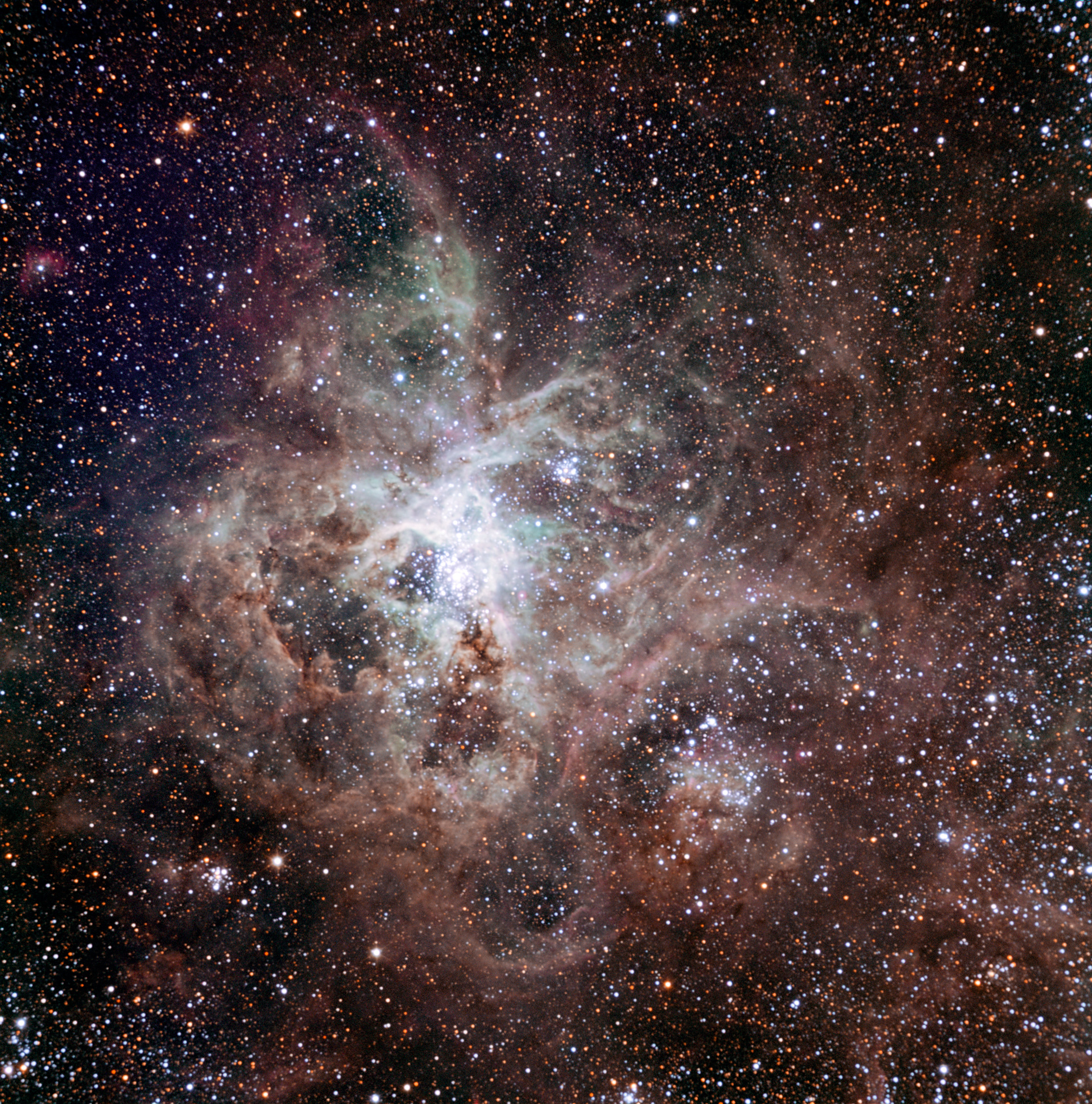
タランチュラ星雲の南側（写真中央下部のループ状構造内）にVFTS 352はある。

2011年、VLTの多天体高分散分光装置（FLAMES）によるタランチュラ星雲内の大質量星の網羅的な分光観測によって発見された。観測計画の"VLT-FLAMES Tarantula Survey"の頭文字に、目標天体の352番であったことを加えて、"VFTS 352"と呼ばれることになった。
VLTによる更なる分光観測と測光観測によって、2015年にこの天体がO型星同士の連星系であることが発見された。

## 連星系
この連星系は、お互いの表面と外層を共有しながら1.124143日で公転している。お互いの恒星の中心は、1200万Kmしか離れていない。一般的に接触連星の場合、小さい方の恒星が大きい方の恒星の物質を吸い込むが、VFTS 352の場合は双方の恒星の質量にほとんど差がないため、そのような現象は発生せず、物質を共有するような状態になっていると考えられる。試算では、双方の恒星を形作っている物質の30%が共有されているという結果が出ている。
このような連星は寿命が非常に短い為、観測されることは非常に珍しい。

## 将来の姿
VFTS 352が今後どのような運命を辿るかについては、2つの説がある。一つは、最終的に2つの恒星が合体し、高速で自転する1つの巨大な恒星になるという説である。その場合、この合体した恒星は、最後は崩壊してロング（継続時間が長い）ガンマ線バーストを引き起こす可能性がある。
もう一つは、双方の恒星がよく混ざり合うと、通常の恒星の進化から外れて2つの恒星が小さいままで、完全に合体せずに進化を続け、超新星爆発を経て、双方の恒星からそれぞれブラックホールが誕生し、ブラックホール同士による連星が誕生するという説である。この場合、できたブラックホール連星は、重力波源になることが期待される。